# Marie-Antoinette Cojean
Pour les articles homonymes, voir Cojean.
Marie-Antoinette Cojean (1914-1986) est la secrétaire de Pierre-Marcel Wiltzer, le sous-préfet de Belley, dans l'Ain, qui trouve le lieu qui deviendra la Maison d'Izieu et répond aux besoins de la maison de refuge. C'est elle qui prévient Sabine Zlatin, par un télégramme, de la Rafle des Enfants d'Izieu.

## Biographie
Marie-Antoinette Cojean est née en 1914. Elle est, en 1943, la secrétaire de Pierre-Marcel Wiltzer, le sous-préfet de Belley, dans l'Ain. Le sous-préfet n'a que 3 ans de plus qu'elle. Ils partagent le même ressentiment contre l'occupant allemand, durant la Seconde Guerre mondiale. Sabine Zlatin, qui s'occupe d'enfants juifs, cherche à trouver un lieu sûr pour les protéger. Le sous-préfet et sa fidèle secrétaire trouvent l'endroit idéal, qui deviendra la Maison d'Izieu. 
Les problèmes administratifs sont résolus avec la bienveillance du sous-préfet et de sa secrétaire. Ils fournissent des papiers d'identités, des cartes de rationnement. 
Ils procurent une enseignante du primaire, Mademoiselle Gabrielle Périer. Cette dernière devient plus tard Madame Tardy, institutrice. Elle est originaire du village de Colomieu, à une vingtaine de kilomètres d'Izieu. Elle  a 21 ans et devient institutrice à Izieu, à la rentrée scolaire, le 18 octobre 1943,.
Le 5 avril 1944, la veille de la rafle, Gabrielle Perrier prend congé de ses élèves et elle leur donne rendez-vous au retour des vacances de Pâques durant lesquelles elle se rend chez ses parents 
Sabine Zlatin est à Izieu en mars 1944. Elle repart fin mars-début avril à Montpellier, où elle tente de trouver un refuge plus sûr pour les enfants et disperser la colonie.
C’est là qu’elle apprend la nouvelle de la rafle, par un télégramme que lui adresse Marie-Antoinette Cojean : Famille malade - maladie contagieuse,,.